# Синегубов, Николай Иванович
Никола́й Ива́нович Синегу́бов (30 декабря 1895 [11 января 1896] — 12 декабря 1971) — руководящий сотрудник органов внутренних дел СССР, комиссар госбезопасности (1943). Вице-генерал-директор путей сообщения 1-го ранга. Заместитель народного комиссара (с 1946 года — министра) путей сообщения СССР (25 марта 1942 года — 25 июня 1951 года). Герой Социалистического Труда (12 января 1959 года лишён звания).

## Ранняя биография
Родился в семье кузнеца на станции Дебальцево Екатерининской железной дороги в Бахмутском уезде Екатеринославской губернии (ныне город Дебальцево Донецкой области Украины).
В 1910 году он окончил Дебальцевское 2-классное железнодорожное училище и в 16 лет стал работать учеником маляра. Далее Николай сменил ряд профессий (молотобоец, табельщик, старший дворник участка службы пути), пока в 1913 году не становится помощником строительства зданий на станции Дебальцево, а уже со следующего года — десятником по строительству зданий на станции Гришино Екатерининской железной дороги.
В мае 1915 года он был призван в Русскую императорскую армию, став таким образом участником Первой мировой войны. Изначально Синегубов служил в 4-м запасном сапёрном батальоне в Самаре, в 1916 году в чине старшего унтер-офицера становится инструктором подрывного дела в 15-м особом полку 3-й особой дивизии на Северном фронте. В январе 1918 года, в связи с развалом фронта, Синегубов покидает часть и возвращается на родину, где с марта того же года работает конторщиком сперва на станции Дебальцево, а с сентября — на станции Сватово Северо-Донецкой железной дороги. В декабре 1919 года Николай Иванович становится комиссаром участка службы пути и секретарём революционного комитета данной станции.

## В рядах НКВД

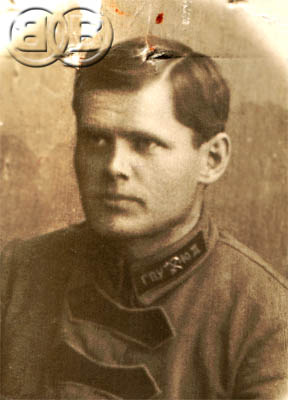
Николай Синегубов в 1923 году

В июле 1920 года Николай Синегубов, как фронтовик и сын работников пролетариата, был направлен для работы в органы ВЧК, где сперва работал секретарём в отделении районной транспортной ЧК станции Попасная Северо-Донецкой железной дороги, а затем помощником начальника секретной части. В марте 1922 года он уже инспектор и начальник организационной части ДТО ГПУ в Харькове, с марта 1923 года — начальник отделения ДТО ГПУ станции Славянск, а с апреля 1924 года — станции Красный Лиман Северо-Донецкой железной дороги. 5 марта 1926 года он становится старшим уполномоченным и старшим инспектором Южного окружного ТО ОГПУ, а с 17 июня следующего года там же становится помощником начальника. В том же, 1927 году Синегубов был награждён именным боевым оружием, а 10 апреля 1928 года получает должность начальник ДТО ОГПУ Екатерининской железной дороги. В 1930 году был награждён знаком «Почётный чекист». Далее последовательно Николай Иванович занимал следующие должности в НКВД:

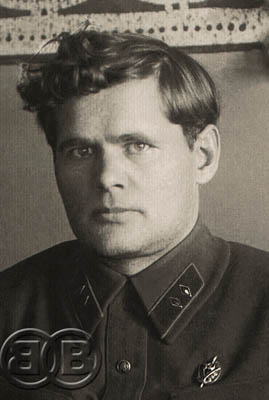
Начальник отделения ТО ГУГБ НКВД СССР (1935 год)

- с 17 мая 1931 года — заместитель начальника ДТО ОГПУ Южных железных дорог;
- с 6 октября того же года — начальник ДТО ОГПУ Забайкальской железной дороги (до 13 декабря 1932 года);
- с 1 мая 1933 года — помощник начальника железнодорожной части ТО ОГПУ;
- с 1 октября того же года — Старший инспектор ТО ОГПУ;
- с 10 июля 1934 года — заместитель начальника 4-го отделения ТО ГУГБ НКВД СССР;
- с 27 апреля 1935 года — начальник 3-го отделения ТО ГУГБ НКВД СССР, 14 декабря того же года получает звание капитана госбезопасности;
- с 1937 года — помощник начальника 6-го отдела ГУГБ НКВД СССР;
- с марта 1938 года — помощник начальника 1-го отдела 3-го (транспортного) управления НКВД СССР;
- с 16 июня того же года — заместитель начальника 1-го отдела 3-го (транспортного) управления НКВД СССР;
- с октября того же года — заместитель начальника 1-го отдела Главного транспортного управления НКВД СССР;
- с 5 августа 1939 года — начальник следственной части — заместитель начальника ГТУ НКВД СССР, 4 сентября того же года получает звание майора госбезопасности, а с 14 марта 1940 года — звание старшего майора госбезопасности;
- с 5 ноября 1940 года — начальник 1-го отдела — заместитель начальника Главного транспортного управления НКВД СССР;
- с 1 марта 1941 года — начальник Отдела железнодорожной милиции — заместитель начальника Главного управления милиции НКВД СССР;
- с 31 июля того же года — начальник Транспортного управления НКВД СССР;

В апреле 1939 года Николай Иванович Синегубов принимает участие в задержании находящегося во всесоюзном розыске бывшего наркома внутренних дел Украинской ССР Александра Успенского (арестован 15 апреля в Миассе), а в 1940 году — в операции по уничтожению польских граждан в Катыни, за что был награждён именным оружием

## Служба в НКПС-МПС
В начале 1942 года Синегубов начинает работать по совместительству в НКПС. К тому времени на советском железнодорожном транспорте сложилась критическая ситуация, так как теперь дороги должны были выполнять огромный объём военных перевозок. Для контроля за безопасностью движения в таких условиях, при ГКО формируется Транспортный комитет. 25 марта ЦК ВКП(б) утверждает Николая Синегубова заместителем Наркома путей сообщения СССР. Теперь Николай Иванович отвечал за работу таких отделов и управлений, как:
- Центральное управление пути
- аппарат главного ревизора по безопасности движения
- Центральное управление связи
- Центральное пассажирское управление
- Метрополитен
- Военный отдел
- Отдел охраны
- Административно-хозяйственный отдел

В июне того же года он назначается уполномоченным Государственного Комитета Обороны СССР по железнодорожному обеспечению Сталинградской битвы. Синегубов ведал ускорением строительства Волжской рокады и развитием линии Урбах—Астрахань, а также непосредственно отвечал за доставку танков, артиллерии и войск для операции «Уран» по окружению и разгрому немецкой армии под Сталинградом. В таких условиях совмещать работу в двух наркоматах было крайне тяжело, поэтому в сентябре (по другим данным — октябре) 1942 года Синегубова освобождают от должности начальника Транспортного управления НКВД СССР и переводят в действующий резерв с сохранением звания Старший майор госбезопасности, а 16 августа 1943 года, в связи с упразднением звания Старший майор госбезопасности, присваивают звание Комиссар госбезопасности.
Синегубов также являлся уполномоченным ГКО по Красноводскому порту и отвечал за доставку наливных грузов через Астрахань и Каспийское море в Гурьев и Красноводск. В октябре 1943 года он уже Уполномоченный ГКО по улучшению воинских перевозок на Южно-Донецкой железной дороги. 5 ноября того же года ему присуждают звание Герой Социалистического Труда «за особые заслуги в деле обеспечении перевозок для фронта и народного хозяйства и выдающиеся достижения в восстановлении железнодорожного хозяйства в трудных условиях военного времени», а 21 ноября был награждён знаком «Почётный железнодорожник». Также в ноябре (по другим данным — 3 мая 1944 года) ему присваивают специальное звание — Вице-генерал-директор путей сообщения 2-го ранга. В 1944—1945 годах Синегубов отвечает за перевозки войск и военных грузов для снабжения операций по окончательному освобождению советской территории от захватчиков и штурма Берлина, а с июля 1945 года — Уполномоченный ГКО по обеспечению погрузки, перевозки и разгрузки трофейного оборудования.
После окончания Второй мировой войны, Николай Иванович Синегубов продолжает работу в Министерстве путей сообщения и с июля 1948 года становится заместителем министра по путевому хозяйству и главным ревизором по безопасности движения. 25 мая 1949 года он получает звание Вице-генерал-директор путей сообщения 1-го ранга. 25 июня 1951 года Синегубова освобождают от должности заместителя министра, но при этом он остаётся главным ревизором по безопасности движения, а также становится членом коллегии МПС СССР. В апреле 1953 года его ставят начальником Отдела защитных лесонасаждений Главного управления пути и сооружений МПС СССР. В связи с переходом на пенсию по возрасту, 7 мая 1956 года был освобождён от должности.

## Награды
На момент выхода на пенсию, Николай Иванович Синегубов имел следующие награды:
- 3 ордена Ленина (в том числе 24 ноября 1942 года «за перевозки оборонных грузов» и 5 ноября 1943 года)
- Орден Красного Знамени (19 января 1940 года, «за выслугу лет»)
- Орден Кутузова 1-й степени (29 июля 1945 года «за перевозки в годы Отечественной войны»)
- Орден Красной Звезды (22 июля 1937 года)
- Орден «Знак Почёта» (26 апреля 1940 года «за выполнение заданий правительства по охране госбезопасности»)
- Знак «Почётный сотрудник ВЧК-ГПУ (V)» (№ 482)
- Знак «Почётный железнодорожник» (21 ноября 1943 года)
- медали «За победу над Германией в Великой Отечественной войне 1941—1945 гг.», «В память 800-летия Москвы» и другие

Также он носил звания Комиссар государственной безопасности и Вице-генерал-директор путей сообщения 1-го ранга.

## Опала
Смерть Сталина, а также прошедший в 1956 году XX съезд КПСС, привели к тому, что были начаты различные пересмотры дел людей из сталинского руководства, а также занимавших высокие посты в предвоенные и военные годы. Среди попавших в опалу оказался и Николай Синегубов. В результате, 11 августа 1958 года, на основании решения Комитета партийного контроля КПСС, Николая Синегубова исключают из партии «за фальсификацию следственных материалов и применение незаконных методов при допросе арестованных в период его работы в 1937—1939 годах в Главном транспортном управлении НКВД СССР». 30 декабря того же года Президиум ЦК КПСС принимает решение о лишении его звания Героя Социалистического Труда «за грубые нарушения социалистической законности». 12 января 1959 года выходит Указ Президиума Верховного Совета СССР, согласно которому Синегубов был лишён звания Героя Социалистического Труда, всех прочих званий и наград (за исключением знака «Почётному железнодорожнику»)
Учитывая, что Синегубов в период своей работы в органах государственной безопасности при проведении следствия допускал грубые нарушения социалистической законности, повлекшие за собой тяжкие последствия, и что при присвоении ему звания Героя Социалистического Труда и награждении орденами и медалями эти обстоятельства не были известны, а также, учитывая, что совершённые им поступки несовместимы со званием Героя Социалистического Труда и награждении орденами…Выдержка из приказа
Остаток жизни Николай Иванович Синегубов прожил на своей даче в Подмосковье, где и умер в 1971 году. Похоронен на Новом Донском кладбище в Москве.